# Dan Morgenstern
Dan Morgenstern (24. října 1929 Mnichov – 7. září 2024 New York) byl německý hudební kritik židovského původu věnující se jazzové hudbě. V roce 1947 se přestěhoval do Spojených států amerických. Rodina je původem z ukrajinského Budzanova. Je jediným synem rakouského židovského spisovatele Soma Morgensterna (1880-1976) a Ingeborg von Klenau. V letech 1953 až 1956 navštěvoval universitu Brandeis University ve Walthamu. V letech 1958 až 1961 psal pro hudební časopis Jazz Journal a později byl dlouholetým přispěvatelem časopisu Down Beat. V roce 2007 získal ocenění NEA Jazz Masters a je rovněž držitelem několika cen Grammy za nejlepší poznámky k albu.